# ZARD Le Portfolio 1991-2006
『ZARD Le Portfolio 1991-2006』（ザード・ル・ポルトフォーリオ・ナインティーンナイティワン・ツーサウザンドシックス）は、日本の音楽ユニット・ZARDの2作目の映像作品。

## 概要
デビュー15周年を記念して発売された、ZARD初のビジュアル映像を収録したDVD（今までのCDの初回特典に付属した特典VHSなどは除く）であるが、ZARDの楽曲PVは、フルバージョンで制作されていたものが少なく、そのため前述の通りいわゆるPV集ではなく、主にサビの部分の映像を使用した映像ダイジェスト集的な内容になっている。また、発売当時に放送されていた映像をそのまま収録しているのではなく、歌唱映像があるにもかかわらず、静止画や歌詞テロップを加えた状態で新たに制作されたPVもある。また曲間がほとんどない状態で編集されている。
正式なミュージック・ビデオ集と釘打っているのが、10年後の2016年4月27日に発売されたDVD5枚組の『ZARD MUSIC VIDEO COLLECTION 〜25th ANNIVERSARY〜』である。

## 収録曲
∇ - フルバージョン収録

### Sequence-1 1991-1993
1. Good-bye My Loneliness
デビューシングル。今作から「もう探さない」まで3作連続岩井俊二監督による作品が続く[2]。生前多くの歌唱PVが撮影されていることが後年2007年以降の追悼ライブで明らかにされたが[3]、後年の追悼ライブでは歌唱映像が公開されているが、今作発売当時までは、坂井が歌っている部分の映像がほぼ使用されていない編集となっているバージョンが公開されており、収録されたのが歌唱映像のほぼないバージョン。
フジテレビ木曜劇場「結婚の理想と現実」主題歌
2. 不思議ね…
2ndシングル。フルサイズではなく、1番サビまでのワンコーラスの長さでの収録。
日本テレビ系「マジカル頭脳パワー!!」エンディングテーマ
3. IN MY ARMS TONIGHT
5thシングル。歌唱PVは制作されており、2009年・2011年の追悼ライブで初公開されているが、今作では「HOLD ME」のジャケットなどで採用された坂井の静止画と歌詞の表示のみのPVにとどまっている。
TBS系「学校があぶない」主題歌
4. 負けないで
6thシングル。元々正式なPVは制作されておらず、発売当時もジャケットに使用された坂井の静止画などを組み合わせたPVが公開されていたが、今作では編集で歌詞や新たな坂井の静止画が挿入されたバージョンとなっており、発売当時のオリジナルではない。
フジテレビ系ボクたちのドラマシリーズ「白鳥麗子でございます!」エンディングテーマ
5. 君がいない
7thシングル。1999年発売の「ZARD BEST The Single Collection〜軌跡〜」の第2次特典VHS「showreel ver.03」に収録されていたPVをほぼそのまま収録。
読売テレビ・日本テレビ系ドラマ「彼女の嫌いな彼女」主題歌
6. 揺れる想い
8thシングル。「」の第2次特典「showreel ver.02」に収録されていたPVをほぼそのまま収録。
大塚製薬「ポカリスエット」CMソング
7. もう少し あと少し…
9thシングル。発売当時は坂井のレコーディング中の動画や静止画で構成されていたPVが放送されていたが、今作では新たに静止画と歌詞のみで構成されたPVになっている。
テレビ朝日系「ララバイ刑事'93」エンディングテーマ
8. きっと忘れない
10thシングル。「No.」や「CD NEWS」で放送されていたPVをほぼそのまま収録。主にレコーディングの様子を撮影したものにセピア処理を施した映像にジャケットメイキングを一部含むバージョン。
フジテレビ系 ボクたちのドラマシリーズ「白鳥麗子でございます！」エンディングテーマ
9. この愛に泳ぎ疲れても
11thシングル。「ZARD BEST The Single Collection 軌跡」の第2次特典「show reel ver.02」収録のPVをほぼそのまま収録。2番Aメロのテンポアップする部分から始まり、PVの撮影された日本青年館での撮影の様子を捉えたバージョン。ただ今作発売時点までは、複数の楽曲のPVをスローモーションで組み合わせたものになっており、今作では坂井の当該楽曲の歌唱映像は一切入っていないバージョンとして収録。
関西テレビ・フジテレビ系「愛と疑惑のサスペンス」主題歌

### Sequence-2 1994-1995
1. Oh my love
アルバム「OH MY LOVE」のリード曲。ジャケット撮影のメイキング動画を主に収録。歌唱PVは今作時点では含まれていない。
2. I still remember
アルバム「OH MY LOVE」収録曲。TVスポットや「No.」「CD NEWS」などで放送された外国人の少女が海岸で佇むイメージ映像を、ワンコーラスの長さに延長しPVとして収録。今作では坂井の歌唱映像は一切入っていない。
3. 来年の夏も
アルバム「OH MY LOVE」収録曲。アルバム発売当時に公開されていた「ミュージックステーション」のスタッフと共に撮影した「OH MY LOVE」収録曲のPV撮影のメイキングをモノクロに加工し、歌詞と共に収録。今作では坂井の歌唱映像は一切入っていない。
4. こんなにそばに居るのに
12thシングル。「ZARD BEST The Single Collection 軌跡」の第2次特典「show reel ver.02」に収録されたPVを、音源が「forever you」収録のアルバムバージョンだったものをシングルバージョンに差し替えた上で、ほぼそのまま収録。
銀座ジュエリー三貴 カメリアダイヤモンドCMソング
5. あなたを感じていたい
13thシングル。今作では2001年の「ZARD BLEND II〜LEAF & SNOW〜」発売時に初の歌唱映像が公開されており、今作ではそれを受けてさらに歌唱映像の公開部分が増えている。さらに1994年発売当時に制作された、坂井の登場しない歌詞が表示されるイメージ映像PVも混合させたオリジナル・バージョンとして収録。
NTTドコモのポケベル パルフィーV CMソング
6. Just believe in love
14thシングル。1995年の「forever you」発売時には、2パターンのPVが制作されており、収録されたのは2番のサビが流れるグリーンを基調にしたバージョン。ジャケット撮影時の静止画を主に収録し、坂井の歌唱映像は入っていない。
TBS系「揺れる想い」主題歌
7. ハイヒール脱ぎ捨てて
アルバム「forever you」のタイトル曲。発売当時は、海外の海岸線を望むイメージ映像が多く一部静止画を含む映像を主に収録したPVだったが、今作では坂井の静止画のほうが中心となっており、海岸線の映像の割合が少なくなっている。
フジテレビ系「OIOI TOKYO Street Rooms」テーマソング
8. 愛が見えない
15thシングル。1995年の発売時や「ZARD BEST The Single Collection 軌跡」の第2時特典の「showreel ver.01」に収録されたPVをほぼそのまま収録。
ブリストル・マイヤーズ・スクイブ社 SEA BREEZECMソング
9. サヨナラは今もこの胸に居ます
16thシングル。発売当時に公開されたPVでは、海外の駅を走る電車の様子や坂井の写るシングルジャケットの静止画などを組み合わせたPVだったが、今作では坂井の静止画を違う画像に差し替えたバージョンになっている。
ぼくたちの映画シリーズ「白鳥麗子でございます!」主題歌

### Sequence-3 1996-1997
1. マイ フレンド
17thシングル。1996年の発売時に公開されたロンドンで撮影された映像と、ミュージックステーションのスタッフで撮影された歌唱PVとを混合させたPV。「No.」で放送されたバージョンをほぼそのまま収録。ラストには「ZARD BEST 〜Request Memorial〜」の全曲紹介映像で使用された静止画を加えた映像を挿入。
テレビ朝日系アニメ「スラムダンク」エンディングテーマ
2. 心を開いて
18thシングル。1996年の公開時のPVにセピアの映像効果を加えた状態で収録。
大塚製薬 ポカリスエット CMソング
3. Today is another day
アルバム「TODAY IS ANOTHER DAY」のタイトル曲。「ZARD BEST The Single Collection 軌跡」の第2次特典「show reel vol.02」に収録されたPVと「No.」で放送されたPVをほぼそのまま収録。
映画「YAWARA! ずっと君のことが…」主題歌
4. Don't you see!
19thシングル。「No.」で1997年・1999年の「ZARD BEST Request Memorial」発売時に放送されたPVをほぼそのまま収録。
テレビ朝日系月曜ドラマイン「いちご白書」オープニングテーマ
5. 君に逢いたくなったら…
20thシングル。「No.」で放送されていたPVをほぼそのまま収録。
TBS系ドラマ「理想の結婚」主題歌
6. あの微笑みを忘れないで
アルバム「ZARD BLEND〜SUN & STONE〜」の収録曲となり、新たに制作されたPV。1997年発売時に公開され「No.」で放送されたPVをほぼそのまま収録。歌唱映像は含まれていない。
金曜エンタテイメント「奥様腕まくり事件簿」主題歌
7. 風が通り抜ける街へ
21stシングル。「No.」で放送されたPVをそのまま収録。収録時間がサビのみで1分もない。
JRA夏競馬CMソング
8. 永遠
22ndシングル。2番のAメロから始まるバージョンで、「No.」などで放送されたPVをほぼそのまま収録。
読売テレビ・日本テレビ系「失楽園」主題歌
9. My Baby Grand 〜ぬくもりが欲しくて〜
23rdシングル。「No.」などで放送されたPVをほぼそのまま収録。
ドコモのポケベルCMソング

### Sequence-4 1998-2000
1. 息もできない
24thシングル。1998年発売時に公開されていた、坂井がバスケットボールを持ちながら試合の様子を観覧する様子を撮影したPVに一部加工を施したバージョンを収録。歌唱映像は含まれていない。
フジテレビ系アニメ「中華一番!」テーマソング
2. 運命のルーレット廻して
25thシングル。「No.」などで放送されたPVをほぼそのまま収録。
読売テレビ・日本テレビ系アニメ「名探偵コナン」オープニングテーマ
3. 新しいドア 〜冬のひまわり〜
26thシングル。1998年の発売時は、雪の降る様子のイメージ映像と、ジャケットに使用された坂井の写真のネガを使用した静止画を一部加えたを中心に制作したPVだったが、今作では坂井の通常の静止画の割合が多くなっている。
サッポロビール冬物語CMソング
4. GOOD DAY
27thシングル。1998年の発売時に「No.」で放送されたPVが収録されているが、今作ではサビの歌唱部分だけを切り取った収録となっている。
ホーユー 「ビューティーラボ ナチュラルカラー」CMソング
5. MIND GAMES
28thシングル。1999年の発売時に公開されたPVでは、セーターを着用した坂井が建物から風景を眺める様子などがPVとして公開されていたが、今作ではその部分はほぼ削除され、坂井の静止画を中心に構成されたPVになっている。
フジテレビ系「プロ野球ニュース」テーマソング
6. 痛いくらい君があふれているよ
30thシングル。発売時に公開されたPVをほぼそのまま収録。
ネスカフェモーメントCMソング
7. この涙 星になれ
31stシングル。1999年発売時に公開された、黒いジャケットを着用した坂井が海外の駅を闊歩する様子を撮影したPVではなく、シングルジャケットを静止画として使用したPVになっている。
テレビ朝日系ドラマ「科捜研の女」主題歌
8. Get U're Dream
32ndシングル。2000年発売時に公開された、坂井がレコーディングスタジオで当該曲を歌唱するシーンを収録したPVではなく、シングルジャケットを使用した静止画のみを使用したPVに差し替えられて収録。
NHKシドニーオリンピックテーマソング

### Sequence-5 2002-2005
1. 明日を夢見て
35thシングル。発売時に公開されたPVをほぼそのまま収録。フルサイズで制作されているが、今作では1番のみを収録。
読売テレビ・日本テレビ系アニメ「名探偵コナン」エンディングテーマ
2. 瞳閉じて
36thシングル。発売時に公開されたPVをほぼそのまま収録。フルサイズで制作されているが、今作では1番のみを収録。
フジテレビ系「プロ野球ニュース」テーマソング
3. もっと近くで君の横顔見ていたい
37thシングル。発売時に公開された静止画を中心としたPVではなく、新たな坂井の静止画を構成し直したPVを収録。
月桂冠「月」CMソング
4. 止まっていた時計が今動き出した
アルバム「止まっていた時計が今動き出した」のタイトル曲。発売時に新たに制作されたPVをほぼそのまま収録。
テレビ朝日系ドラマ「異議あり!女弁護士大岡法江」主題歌
5. かけがえのないもの∇
38thシングル。フルサイズでの収録。
TBS系「恋するハニカミ!」テーマソング
6. 今日はゆっくり話そう∇
39thシングル。
月桂冠CMソング
7. 君とのふれあい∇
アルバム「君とのDistance」収録曲。ジャケットに使用された坂井の静止画と、外国のイメージ映像を混合させたフルサイズPV。

スタッフ&キャスト - ハートに火をつけて
Discography - 風が通り抜ける街へ／世界はきっと未来の中

## オリコン
- 週間ランキング最高位：1位[1]（総合・音楽、音楽部門では通算3週）
坂井泉水逝去直後の2007年6月にランク圏外からデイリーランキング6位に再浮上し[4]、DVD総合週間ランキング6位、音楽DVDランキングでは首位に返り咲いた[5]。その週に累計が10万枚を突破した。
- 2006年年間ランキング：17位
- 2007年年間ランキング：16位